# Harley Towler
Harley Towler (* 11. Dezember 1992 in Lincoln) ist ein englischer Badmintonspieler.

## Karriere
Harley Towler belegte bei den Czech International 2012, den Welsh International 2012 und den Portugal International 2013 jeweils Rang zwei im Herrendoppel mit Peter Briggs. National gewannen beide gemeinsam Bronze bei den englischen Titelkämpfen 2014. Bei den Welsh International 2014 stand Towler mit Matthew Nottingham ganz oben auf dem Siegerpodest. Bei den Scottish Open 2014 und den Irish Open 2014 belegten beide gemeinsam Rang drei.